# Correcteur de posture
Le correcteur de posture, également appelé correcteur postural, est un appareil qui permet de prendre conscience de sa mauvaise posture. Ils peuvent prendre la forme d'orthèses, ainsi que de vêtements restrictifs, avec d'autres types de gadgets également disponibles sur le marché. Les appareils modernes peuvent inclure des composants électroniques, ainsi que des gyroscopes et des aimants.
Les preuves scientifiques de l'efficacité des correcteurs posturaux sont limitées, voire biaisées, car certains fabricants de correcteurs posturaux financent la recherche. On sait que certains appareils peuvent même nuire à l'utilisateur. Et qu'il y a peu de preuves d'un lien entre les douleurs de dos et le fait de s'avachir ou de se tenir mal. De plus, il est important de déterminer quel type de correcteur postural utiliser pour un cas spécifique. 